# Armeniere

Armeniere er et indoeuropæisk folkeslag med oprindelse i Kaukasus og det armenske højland, hvor det en stor del af dem fortsat bor. Udover Armenien findes der større grupper af etniske armeniere i USA og Frankrig.
Der er betydelige armenske befolkninger i nærliggende lande som Georgien, Iran, Rusland og Ukraine. Efter det armenske folkedrab (1915-1917) flygtede en stor del af de overlevende til Frankrig, USA, Argentina, Levanten og andre lande, hvor armenierne var velkomne. Det findes i dag skønsvis 8 millioner armeniere i verden.
Armenierne taler to forskellige, men indbyrdes forståelige dialekter af armensk. Den østarmenske dialekt anvendes hovedsagelig i Armenien, Iran og de tidligere Sovjetrepublikker, mens vestarmensk primært anvendes i den armenske diaspora.
Armenien blev kristnet under Arsakiderne tidligt i 300-tallet og blev dermed den første kristne nation. Kristendommen var imidlertid begyndt at brede sig i Armenien allerede lige efter Kristi død som følge af missionsarbejdet ved de to apostle Thaddæus og Bartholomæus, og de fleste armeniere er tilsluttet Den Armenske Apostolske Kirke, en ikke-kalkedonsk kirke.

## Etymologi
I løbet af historien er armeniere blevet den internationale betegnelse for denne folkegruppe. Den blev først anvendt af nabostaterne om antikkens Armenien. Det er traditionelt antaget at være afledt fra Armenak eller Aram (en efterkommer af Haik, alle armenieres forfader). Armenierne selv kalder sig imidlertid Hay (armensk: Հայ, flertal: Հայեր, Hayer). Ordet kommer i følge legenden fra grundlæggeren af den armenske nation, Haik.

## Historie
Under bronzealderen blomstrede flere riger på og ved Det armenske højland, herunder Hettiterriget (på højden af sin magt), Mitanni (det sydvestre historiske Armenien) og Hayasa-Azzi (1600-1200 f.Kr.). Lige efter Hayasa-Azzi kom Nairi (1400-1000 f.Kr.) og kongedømmet Urartu (1000-585 f.kr.). Hver enkelt af de nævnte nationer og stammer tog del i det armenske folks etnogenese.
Det herskende dynasti i Urartu (assyrisk for Ararat) blev erstattet af Orontidene, som etablerede sig omkring samme tidspunkt, som skyternene og mederne invaderede i 6. århundrede f.Kr.. I følge Herodot var armenioi i 440 f.Kr bevæbnede som frygerne. Den første statsdannelse, som blev kaldt Armenien af folkene i omgivende områder (således af Hekataios af Milet og i Bisutun-inskriptionerne) blev etableret tidligt i 6. århundrede f.Kr. På sit højdepunkt under Tigranes den stores styre (95-55 f.Kr.) erobrede Armenien områder befolkede af andre folkeslag, og riget strakte sig fra det nordlige Kaukasus helt til det som nu er det centrale Tyrkiet, Libanon og det nordvestre Iran. Riget blev senere en kort periode (114-118 e.Kr.) underlagt Romerriget.
Under Arsakiderne blev Armenien den første stat, som indførte kristendommen som som sin officielle religion (efter tidligere at have praktiseret hellenistisk paganisme - den gamle græske religion og der efter den romerske religion) tidligt i 300-tallet, sandsynligvis i 314.
Dette indledte en ny æra i det armenske folks historie. For yderligere at styrke den armenske nationale identitet udviklede Mesrop Mashtots noget senere det armenske alfabet. Dette indledte Armeniens guldalder, da mange udenlandske bøger og manuskripter blev oversatte til armensk af Mesrops elever. I 428 mistede Armenien sin uafhængighed til de bysantinske og persiske riger.
I 885 reetablerede armenierne sig som en selvstændig enhed under ledelse af Ashot I af Bagratiderne. Efter den byzantinske okkupation af Bagratide-Armenien i 1045 og den påfølgende invasion af de tyrkiske Seldsjukker i 1064, flygtede en betydelig del af den armenske adel og bondebefolkning. De bosatte sig i stort antal i Kilikia, en region i Anatolien, hvor armenierne allerede var etablerede som en minoritet helt siden romertiden. I 1080 grundlagde de det uafhængige armenske kongedømme Kilikia, som blev kerneområde for armensk nationalisme. Armenierne udviklede nære sociale, kulturelle, militære og religiøse bånd med de nærliggende korsfarerstater, men bukkede efterhånden under for de invaderende mamelukker.
I 1500-tallet blev det østlige Armenien erobret af det persiske Safaviderige, men det vestlige Armenien kom under det Osmanniske rige. I 1820'erne blev de dele af det historiske Armenien, som lå under persisk kontrol, centrerede omkring Jerevan og Sevansøen, indlemmede i Det russiske imperium, men Vestarmenien forblev under osmannisk styre. Under disse urolige tider var armenierne afhængige af kirken for at bevare og beskytte sin unikke identitet.
Den etniske udrensning af armeniere i det Osmanniske riges sidste tid nævnes ofte som et folkemord eller en massakre med et skønnet antal ofre på alt fra 400.000 - 1,5 millioner. En bølge af forfølgelser i årene 1894 til 1896 blev efterfulgt af og kulminerede i hændelserne under det armenske folkedrab i 1915 og 1916. Efter det knusende osmanniske nederlag til russerne under 1. verdenskrig, trak Enver Pasha sig tilbage som øverstkommanderende for hæren og beskyldte armenierne for at have skylden for det katastrofale nederlag. Dette begrundedes med, at en del armenske oprørsgrupper havde angrebet tyrkiske forsyningsruter og gjort væbnede oprør mod osmanniske styrker i håb om at få selvstændighed. Armenske partier og guerillaer, som ønskede selvstændighed, havde eksisteret længe, og armenske grupper havde længe samarbejdet med Rusland, men dette førte til, at mange flygtede til de russisk kontrollerede områder og lod sig hverve til den russiske hær og begyndte at kæmpe på russernes side mod det osmanniske rige. Enver Pasha ønskede at løse det armenske problem og beordrede, at armeniere i den osmanniske hær skulle afvæbnes og gav ordre om deportation.
Senere tyrkiske regeringer har konsekvent afvist anklager om folkemord. Man har argumenteret med, at armenierne, som døde, kun var en konsekvens af krigen eller af deres individuelle eller kollektive støtte til Det osmanniske riges fjender. Ifølge enkelte kilder anslås antallet af armeniere inden for det Osmanniske Rige grænser til ca. 1,2 mio.
Efter Det russiske kejserriges kollaps ved de russiske revolutioner i 1917 blev Armenien selvstændigt i en kort periode, fra 1918 til 1920, som Den demokratiske republik Armenien. I slutningen af 1920 kom kommunisterne til magten og omdannet til Armenske SSR, efter at Armenien var blevet indtaget af den Røde hær. I 1922 blev Armenien en del af den Transkaukasiske SFSR i Sovjetunionen og blev i 1936 igen en selvstændig sovjetrepublik som Armenske SSR i Sovjetunionen. Den 21. september 1991 erklærede Armenien sin uafhængighed fra Sovjetunionen og oprettede den anden republik Armenien.

## Geografisk udbredelse

### Armenien
Armenierne har været tilstede på Det armenske højland i over 4.000 år, helt fra tiden da Haik, den legendariske patriark og grundlæggeren af den første armenske nation, førte dem til sejr over Belus af Babylon. Med nutidens befolkning på 3,5 millioner udgør de en overvældende majoritet af befolkningen både i Armenien og i den omstridte region Nagorno-Karabakh i Aserbajdsjan. Armenierne i diasporaen henviser i uformelle sammenhænge til dem som Hayastantsi (armensk: Հայաստանցի), der betyder "de som er fra Armenien" (det vil sige, at de eller deres forfædre ikke blev tvunget til at flygte i 1915). Sammen med armenierne i Iran og Rusland taler de den østlige dialekt af det armenske sprog. Staten er sekulær som en følge af sovjetisk dominans, men størstedelen af indbyggerne er armensk-apostolske kristne.

### Diaspora
Små armenske handelssamfund har eksisterede uden for Armenien i mange århundreder. Det har for eksempel i over tusind år været en armensk befolkning i Det Hellige Land, og et af de fire kvarterer inden for murene i Jerusalem kaldes Det armenske kvarter. Der findes også rester af tidligere større armenske samfund i Indien, Burma og Sydøstasien. De fleste armeniere er imidlertid blevet spredt rundt om i verden som en direkte følge af folkemordet i 1915, og udgør den armenske diaspora.
Inden for det armenske diaspora-samfund findes en uofficiel klassificering af forskellige typer armeniere. For eksempel kaldes armeniere, der har deres oprindelse fra Iran Parskahay (armensk: Պարսկահայ), mens armeniere fra Libanon sædvanligvis kaldes Lipananahay (armensk: Լիբանանահայ). Bortset fra armenierne i Iran, Rusland og tidligere sovjetrepublikker som Georgien (hvor de udgør flertallet af befolkningen i provinsen Samtskhe-Javakheti) og Ukraine så taler diaspora-armenierne hovedsagelig den vestlige dialekt af armensk. Denne dialekt har betydelige forskelle i forhold til den østlige dialekt, men brugere af de to dialekter kan sædvanligvis forstå hinanden. I områder, hvor armeniere med mange forskellige baggrunde lever sammen (så som i Canada og USA) har de forskellige grupper en tendens til at klumpe sig sammen.
Den første armenier i USA var Martin the Armenian, som kom til Jamestown-kolonien omkring 1618. Siden da har armenierne spredt sig over hele landet, og de største centre for den armenske befolkning er i byerne Watertown i Massachusetts, Fresno, Glendale og Los Angeles i California og Detroit og New York. I Canada findes et stort antal armeniere i Toronto og Montreal. Armeniere findes også i alle landene i Latinamerika, med de største koncentrationer i Brasilien, Argentina, Uruguay, Chile, den Dominikanske Republik, Venezuela, Costa Rica og Mexico.
I Europa er det Frankrig, som har den største armenske befolkning, men også i Tyskland, Grækenland og Bulgarien findes betydelige armenske samfund. I verden for øvrigt findes der en større koncentration af armeniere i Australien.

## Kultur

### Sprog og litteratur
Armensk er en undergren af den indo-europæiske sprogfamilie, og er med omkring 8-10 millioner armensktalende en af de mindste grene, som stadig eksisterer, sammenlignelig med albansk eller den noget mere udbredte græske gren, som den kan være beslægtet med (se om Græsk-armensk ).
Fem millioner armensktalende af den østarmenske dialekt bor i Kaukasus, Rusland og Iran, og de ca. to til tre millioner i resten af den armenske diaspora taler den vest-armenske dialekt. I følge den amerikanske folketælling i 2000 var der da 300.000 amerikanere, som taler armensk hjemme, og det er det 20.-almindeligste sprog i USA.
Armensk litteratur går tilbage til 400 e. Kr., da Mesrop Mashdots opfandt det armenske alfabet, og denne tidsperiode bliver ofte anset som den armenske litteraturs guldalder. Tidlig armensk litteratur blev skrevet af "den armenske histories fader", Moses fra Khoren, som skrev Armeniens historie. Bogen dækker tidsperioden fra dannelsen af det armenske folk til 400-tallet e.Kr.
I løbet af 1800-tallet var der en stor litterær bevægelse, der gav ophav til den nyere armenske litteratur. Denne tid, hvor armensk kultur blomstrede, kaldes fornyelsestiden (Zartonki sherchan). Forfatterne i fornyelsestiden, hovedsagelig med base i Konstantinopel og Tbilisi, ønskede at opmuntre den armensk nationalisme. De fleste af dem brugte de nyopståede østlige eller vestlige varianter af det armenske sprog, afhængigt af hvilket publikum de skrev for, og foretrak dem fremfor klassisk armensk (grabar). Denne periode sluttede efter De hamidiske massakrer i 1894-1896, hvor armenierne oplevede turbulente tider.
Efterhånden som armensk historie fra folkemordet og 1920'erne begyndte at blive diskuteret mere åbent, begyndte forfattere som Paruyr Sevak, Gevork Emin, Silva Kaputikyan og Hovhannes Shiraz en ny æra i armensk litteratur.

### Religion
Før kristendommen tilhørte armenierne en polyteistisk religion, og selv efter kristendommen blev officiel religion, fandtes der mange lommer af armeniere, som beholdt en ikke-kristen tro.
Kristendommen blev indført som statsreligion i Armenien først i 300-tallet som det første land. Der blev etableret en kirke som fremdeles eksisterer uafhængig af både den katolske og den ortodokse kirke, efter at den i 451 blev ekskommunikeret af Koncilet i Chalkedon. I dag er denne kirke kendt som Den Armenske Apostolske Kirke, som er en del af de Orientalske ortodokse kirkers kommunion, som ikke må forveksles med den mere kendte (østlig)-ortodokse kirkes kommunion. Under perioderne med fremmed styre og undertrykkelse har armenierne været afhængige af kirken for at bevare og beskytte identiteten som folkeslag.
Det armenske katolikat lå oprindeligt i Ejmiatsin, men de vedvarende uroligheder gjorde at de armenske lederne valgte at flytte til et sikrere sted, og kirkens center flyttede sammen med det politiske og endte til sidst i Kilikia, som Katolikatet i Kilikia.
Det armenske kongedømme Kilikia havde nære bånd til de europæiske korsfarerstater. Senere førte forværringen af situationen i regionen til, at de armenske biskopper valgte en Katolikos i Ejmiatsin, hvor katolikatet oprindelig lå. Det var i 1441, at Kirakos Virapetsi blev den nye Katolikos i Ejmiatsin, mens Krikor Moussapegiants fortsat beholdt titlen som Katolikos af Kilikia. Siden 1441 har der derfor været to katolikater i den armenske kirke, med samme rettigheder og privilegier, og med sine respektive jurisdiktioner. Forrangen for Katolikatet i Ejmiatsin har altid været anerkendt af Katolikatet i Kilikia.
Selv om Den armenske apostolske kirke fortsat er den mest fremherskende kirke i de armenske samfund verden over, så findes der armeniere (specielt i diasporaen) der har tilsluttet sig andre kristne trosretninger. Blandt disse er Den armenske katolske kirke (som følger sin egen liturgi men anerkender den romersk-katolske pave), Den armenske evangeliske kirke, som startede som en reformation i moderkirken, men senere brød ud, og Den armenske broderskabskirke, som blev til indenfor Den armenske evangeliske kirke men senere brød ud af den. Der findes også et utal af armenske kirker, der tilhører alle typer protestantiske trosretninger.
Gennem århundreder har mange grupper af armeniere tilhørt andre trosretninger og kristne bevægelser, herunder paulikanismen, der var en form for gnostisk og kvasi-manikæistisk kristendom. Paulikianerne ønskede at genvinde Paulus' rene kristendom og grundlagde den første menighed i Kibossa i Armenien i 660.
Et andet eksempel er tondrakianerne, som blomstrede i middelalderens Armenien mellem det tidlige 800-tal og 1000-tallet. Tondrakianerne talte for at afskaffe den armenske kirke, benægtede sjælens udødelighed, troede ikke på et liv efter døden, støttede ejendomsret for livegne samt lighed mellem mænd og kvinder.
Armenierne har til tider udgjort en kristen ø i en overvejende muslimsk region. Der findes imidlertid en lille minoritet af etnisk armenske muslimer, kaldet hamshinere. Der findes også stadig en lille gruppe jøder i landet, og jøderne har en historie i Armenien, som strækker sig 2000 år tilbage.

### Sport
Mange slags sport udøves i Armenien, og blandt de mest populære er fodbold, skak, boksning, basketball, hockey, sambo, brydning, vægtløftning og volleyball. Efter uafhængigheden har den armenske regering aktivt genopbygget nationens sportsprogram.
Under sovjetisk styre var armenske idrætsfolk fremtrædende og vandt mange medaljer, som hjalp Sovjetunionen til at opnå en betydelig medaljehøst i Olympiske lege ved flere anledninger. De første medaljer, der blev vundet af en armensk udøver i moderne olympisk historie, var Hrant Shahinians to guld- og to sølvmedaljer i redskabsgymnastik ved Sommer-OL 1952 i Helsingfors. I fodbold var deres mest succesfulde hold Jerevans FC Ararat, der vandt de fleste sovjetiske mesterskaber i 1970-erne og også vandt over professionelle vesteuropæiske hold som Bayern München i Europacupen.
Armeniere har også været succesfulde i skak, og flere af verdens bedste skakspillere er armeniere, her under Tigran Petrosian, Levon Aronian og Garry Kasparov. Armeniere har også vundet olympiske medaljer indenfor vægtløftning og brydning.

### Musik og dans
Instrumenter som duduk, dhol, zurna og kanun er almindelige i armensk folkemusik. Artister som Sayat Nova er kendte på grund af sin påvirkning af udviklingen af armensk folkemusik. En af de ældste typer af armensk musik er armensk messe, som er den almindeligste type religiøs musik i Armenien. Mange af disse messer er af ældgammel oprindelse, endog tilbage til førkristen tid, mens andre er relativt moderne. Mange er komponerede af St. Mesrop Mashtots, som opfandt det armenske alfabet. Mens landet var under sovjetisk styre, blev den armenske klassiske komponist Aram Khatchaturian internationalt kendt for sin musik, forskellige balletter og Sabeldansen fra hans komposition af balletten Gayaneh.
Det armenske folkemord forårsagede omfattende emigration som førte til, at mange armeniere bosatte sig i lande over hele verden. Armenierne holdt sig til deres traditioner, og enkelte i diasporaen blev berømte for deres musik. Blandt den armenske befolkning i USA har den såkaldte «kef»-stil i armensk dansemusik, som bruger både traditionelle instrumenter fra Armenien og Mellemøsten (ofte elektrisk og forstærket) og vestlige instrumenter, været populær. Denne stil bevarede folkesangene og -dansene fra Vestarmenien. Mange artister spillede også samtidige populære sanger fra Tyrkiet og andre lande i Mellemøsten, som de emigrerede fra. Richard Hagopian er måske den mest kendte artist inden for den traditionelle «kef»-stil, og Vosbikian-bandet var kendt i 1940- og 1950-erne for at udvikle sin egen stil inden for «kef»-musik, stærkt påvirket af den populære amerikanske storband-jazz på den tid.
Med udgangspunkt i artister inden for Mellemøstens armenske diaspora og influeret af kontinental europæisk (specielt fransk) popmusik, voksede den armenske popmusik-genre i berømmelse i 1960- og 1970-erne, med artister som Adiss Harmandian og Harout Pamboukjian, som havde koncerter både i Armenien og for armenske samfund i diasporaen. Andre diaspora-armenere, som blev kendte inden for klassiske eller internationale musikcirkler, er den fransk-armenske sanger og komponist Charles Aznavour, samt Hasmik Papian, pianisten Sahan Arzruni og nærmere nutiden også Isabel Bayrakdarian. Andre armeniere valgte imidlertid ikke-armensk musik, som heavy metal-bandet System of a Down (som imidlertid ofte inkluderer traditionelle armenske instrumentering og stil i sine sange) eller popstjernen Cher.

### Mad
Som de fleste andre folkeslag ynder dagens armeniere mange forskellige slags mad, både "indfødt" og fremmed. Den mest populære armenske ret er khorovats, en armensk grillret, som er kendt over hele verden. Lavash er et populært armensk rullebart brød, og armensk baklava er en speciel delikatesse. Andre kendte armenske madretter er kabob (et spyd med marinert grillet kød og grøntsager, der minder om Shish kebab), t'pov dolma (hakket lam-, eller oksekød og ris pakket i drueblade), kaghambi dolma (hakket kød og ris pakket i kålblade), amarayin dolma (tomater, auberginer og grøn paprika fyldt med blandet hakket kød og ris), og pilaf, en smagfuld risret. Desuden er risretten Ghapama og mange forskellige salater populære i det armenske køkken. Frugter har en vigtig rolle i den armenske diæt. Aprikos (også kaldet armensk blomme) og fersken har sin oprindelse i dette område, og druer, figner, granatæbler og meloner er også populære.

## Berømte armeniere
- Kim Kardashian– amerikansk TV-personlighed og skuespiller (USA)
- Andre Agassi – tennisspiller (USA)
- Ivan Aivazovski – maler (Rusland)
- Charles Aznavour – sanger (Frankrig)
- Peter Balakian – forfatter (USA)
- Édouard Balladur – politiker, statsminister (Frankrig)
- Cher – sanger og skuespiller (USA)
- Patrick Devedjian – politiker (Frankrig)
- Hrant Dink – journalist (Tyrkiet)
- Youri Djorkaeff – fotballspiller (Frankrig)
- Atom Egoyan – filmregissør (Canada)
- Robert Emmijan – længdespringer, europamester (Armenien)
- Georgij Ivanovitsj Gurdjieff – mystiker (Rusland)
- Sid Haig – skuespiller (USA)
- Herbert von Karajan – dirigent (Østrig/Hellas)
- Garri Kasparov – skakspiller, verdensmester (Rusland)
- Kirk Kerkorian – forretningsmand, milliardær (USA)
- Aram Khatsjaturjan – komponist (Rusland)
- Émile Lahoud – politiker, præsident (Libanon)
- Michel Legrand – komponist og musiker (Frankrike)
- David Nalbandian – tennisspiller (Argentina)
- Tigran Petrosian – skakspiller, verdensmester (Sovjetunionen)
- Alain Prost – Formel 1-fører, verdensmester (Frankrike)
- Deran Sarafian – regissør (USA)
- Andy Serkis – skuespiller (Storbritannien)
- System Of A Down – metalband med fire armenere:
  - John Dolmayan – trommeslager (USA)
  - Daron Malakian – guitar, vokalist (USA)
  - Shavo Odadjian – bass (USA)
  - Serj Tankian – vokalist, keyboards (USA)
- Igor Ter-Ovanesian – længdespringer, verdensrekordholder (Sovjetunionen)
- Henri Troyat – forfatter (Frankrig)